# Брёнсхёй (футбольный клуб)
Брёнсхёй (дат. Brønshøj BK) — датский футбольный клуб из одноимённого города. Выступает в первой лиге. Домашние матчи проводит на стадионе «Тингбьерг Идрэтспарк», вмещающем 4 000 зрителей.
Основан в 1919 году. Первое время играл в местных лигах окрестностей Копенгагена. Неоднократно объединялся с другими командами, но сохранял первоначальное название. В сезоне 1944—45 впервые квалифицировался на национальный чемпионат, в котором с этого времени играл без перерывов. В 1962 году впервые пробился в первую лигу. Лучшим достижением клуба является пятое место в высшем дивизионе, занятое в 1985 году.

## Известные игроки
- Патрик Тронборг
- Кент Нильсен
- Дауда Нгум
- Пер Рёнтвед
- Брян Каус
- Лейф Сёренсен
- Майкл Манише